# Huispiet
Huispiet was een televisiepersonage uit de televisieprogramma's en films ter gelegenheid van de traditionele Sinterklaasviering. Het personage is gebaseerd op de mythe van Zwarte Piet. Huispiet beheert de sleutels van het grote Pietenhuis.

## Geschiedenis
De Huispiet maakte in 2001 zijn debuut in het Sinterklaasjournaal. Hij is daar te zien naast de Intocht van Sinterklaas. In de loop der jaren werd zijn rol steeds belangrijker. Eerst door het wegvallen van Wegwijspiet (in 2005) en later door het stoppen van Erik van Muiswinkel als Hoofdpiet. Ook kwam hij als personage voor in de speelfilm Het Sinterklaasjournaal: de meezing moevie uit 2009. Behalve in het Sinterklaasjournaal was Huispiet ook te zien in De Club van Sinterklaas (in 2005) en tijdens Het Feest van Sinterklaas (van 2004 tot 2007).

## Films en tv-series met Huispiet

### Films
- 2009 - Het Sinterklaasjournaal: De Meezing Moevie

### Tv-series
- 2001 t/m 2018 - Het Sinterklaasjournaal
- 2002 t/m 2007, en van 2009 t/m 2018 - Intocht van Sinterklaas
- 2004 t/m 2007 - Het Feest van Sinterklaas
- 2005 - De Club van Sinterklaas

Zijn rol werd van 2001 tot en met 2018 vertolkt door acteur Maarten Wansink.